# Zöld harmatgomba
A zöld harmatgomba (Stropharia aeruginosa) a harmatgombafélék családjába tartozó, Eurázsiában és Észak-Amerikában honos, lomb- és fenyőerdőkben élő, nem ehető gombafaj. 

## Megjelenése
A zöld harmatgomba kalapja 3-8 cm széles, fiatalon félgömb alakú, majd domborúan vagy harangszerűen, végül majdnem laposan kiterül; közepén kissé púpos lehet. Színe fiatalon mély kékeszöld, szürkészöld, de hamarosan sárgászöldre fakul, kisebb-nagyobb sárgás foltokkal; idősen barnássárga lesz. Felszíne csupasz, nyálkás, ragadós. A szélénél - főleg fiatalon - fehéres, szakadozott burokmaradványok díszítik.
Húsa puha, törékeny; színe fehér vagy kalapszínű, sérülésre nem változik. Szaga nem jellegzetes vagy kissé kellemetlen, dohos; íze enyhén retekszerű. 
Közepesen sűrű lemezei tönkhöz nőttek, a féllemezek gyakoriak. Színük fiatalon kékeszöldes, később ibolyásszürke, idősen bíborbarna. Élük fehéres, pillázott.
Tönkje 5-10 cm magas és 0,5-1 cm vastag. Alakja egyenletesen hengeres, alja sokszor kiszélesedő, gyakran fehéres micéliumzsinórban folytatódik. Színe a kalapénál világosabb, kékeszöldes. Gallérja gyenge, hártyás, fehéres, néha a spóraportól barnás. Felszíne a gallér felett csupasz, alatta fiatalon fehéres pikkelyekkel borított.
Spórapora bíborbarna vagy bíborfekete. Spórája ellipszoid vagy mandulaszerű, sima, mérete 6–10 x 3,5–5 µm.  

### Hasonló fajok
A zöldeskék harmatgomba, a halványkék harmatgomba, esetleg a zöld ánizsgomba hasonlíthat hozzá. 

## Elterjedése és termőhelye
Eurázsiában és Észak-Amerikában honos. Magyarországon gyakori. 
Lomb- és fenyőerdőkben egyaránt megtalálható, az avar szerves anyagait bontja. Augusztustól novemberig terem. 
Nem ehető, rokonai mérgezőek lehetnek.

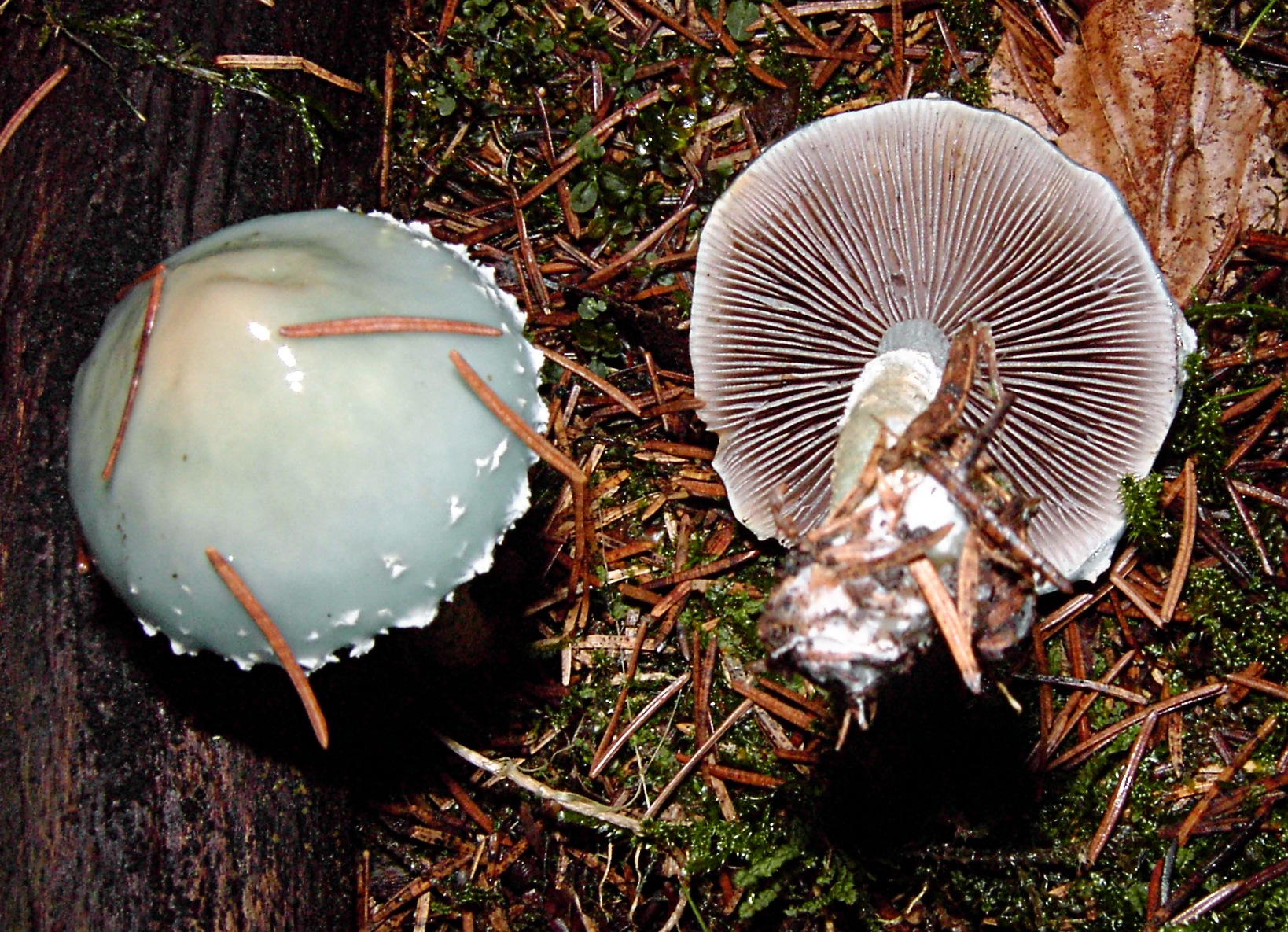
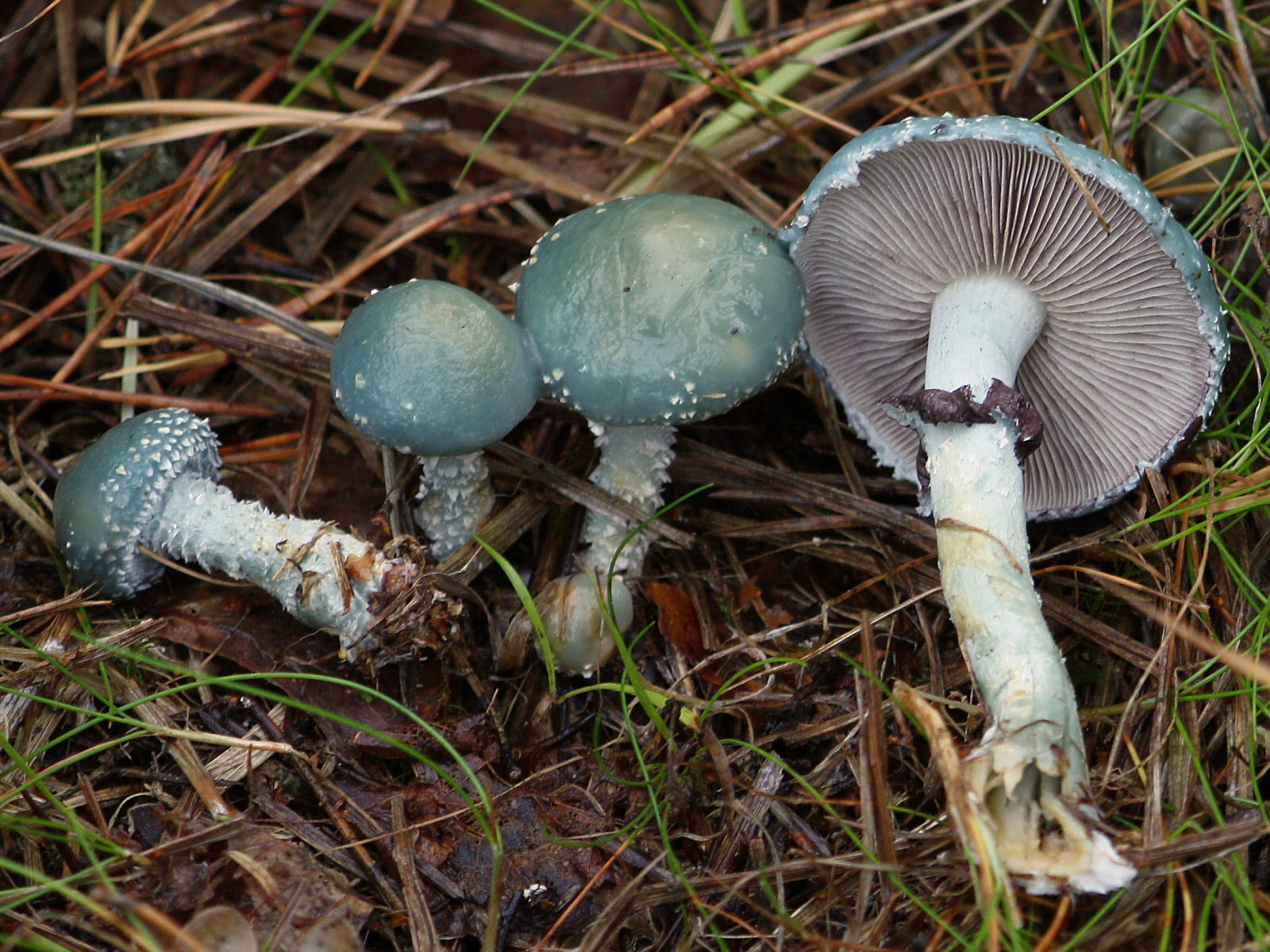
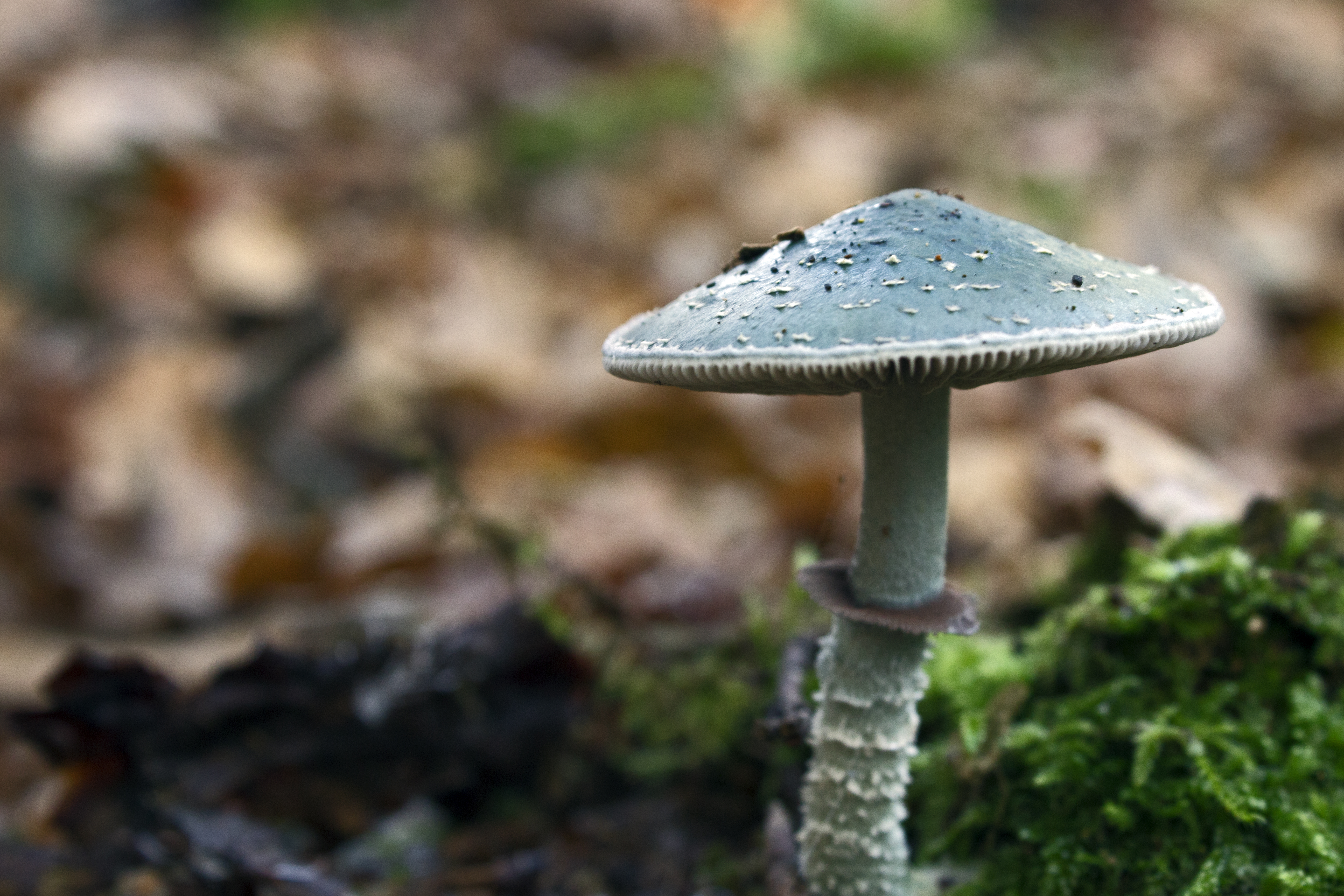
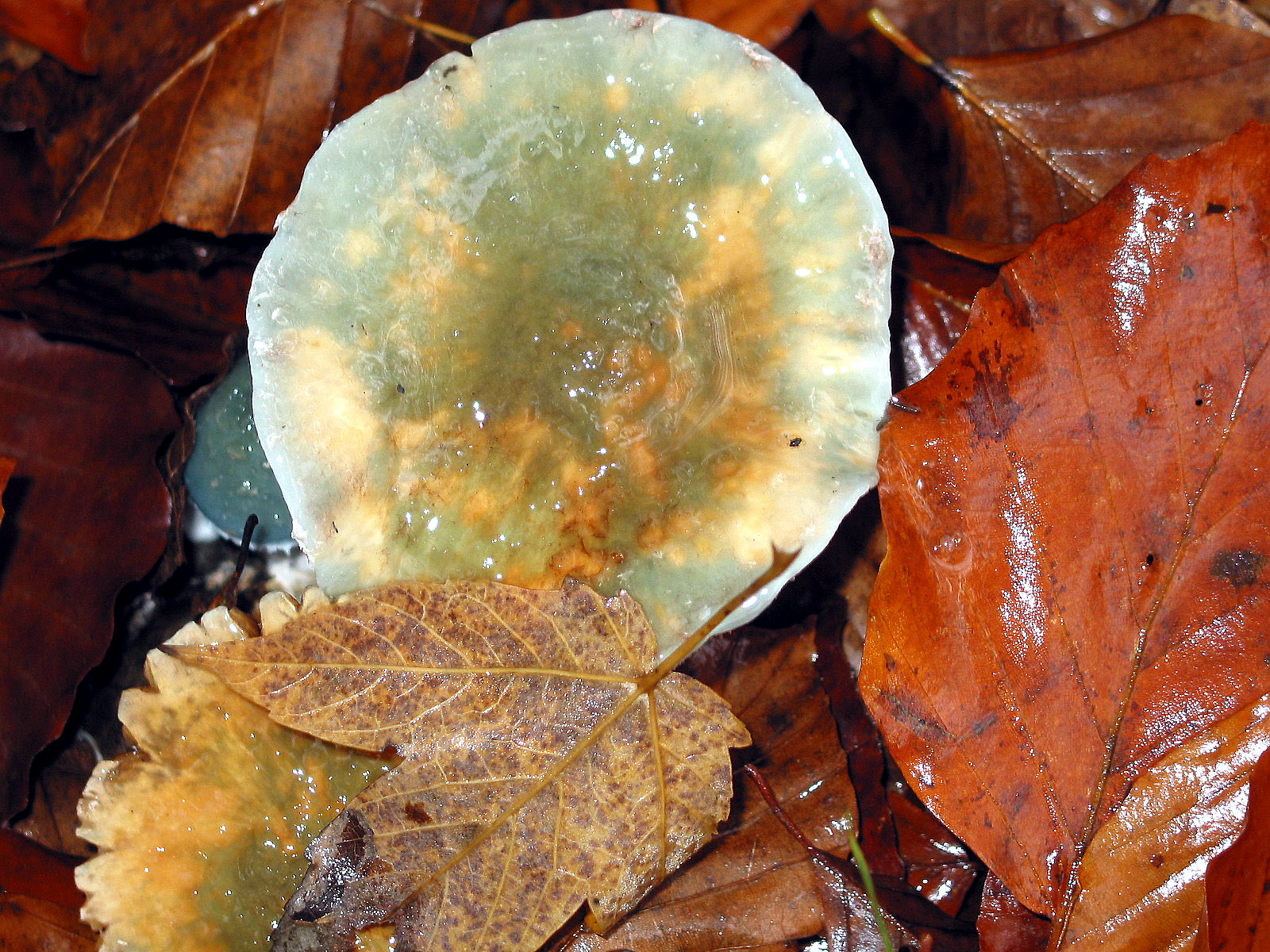
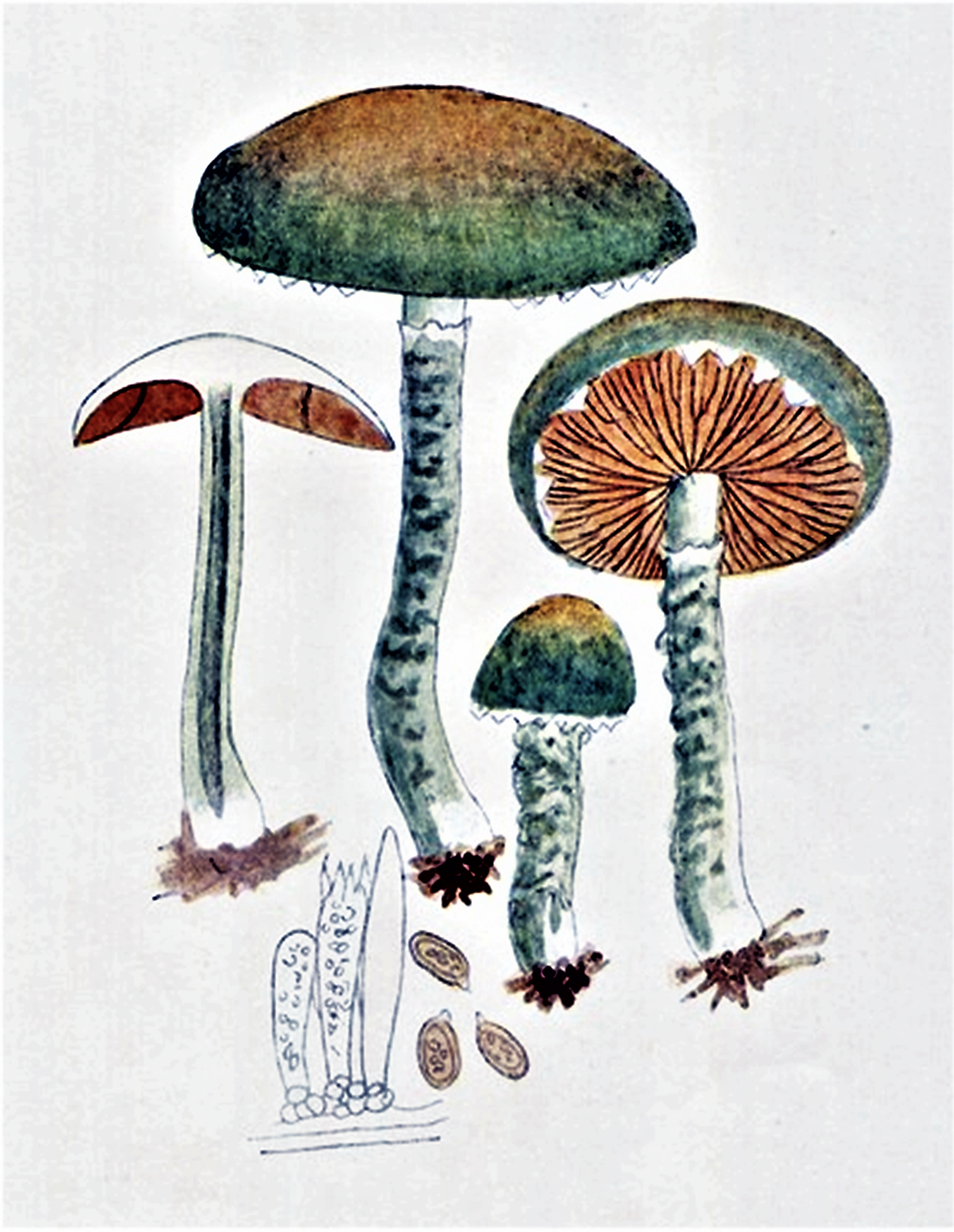